# École libre des hautes études

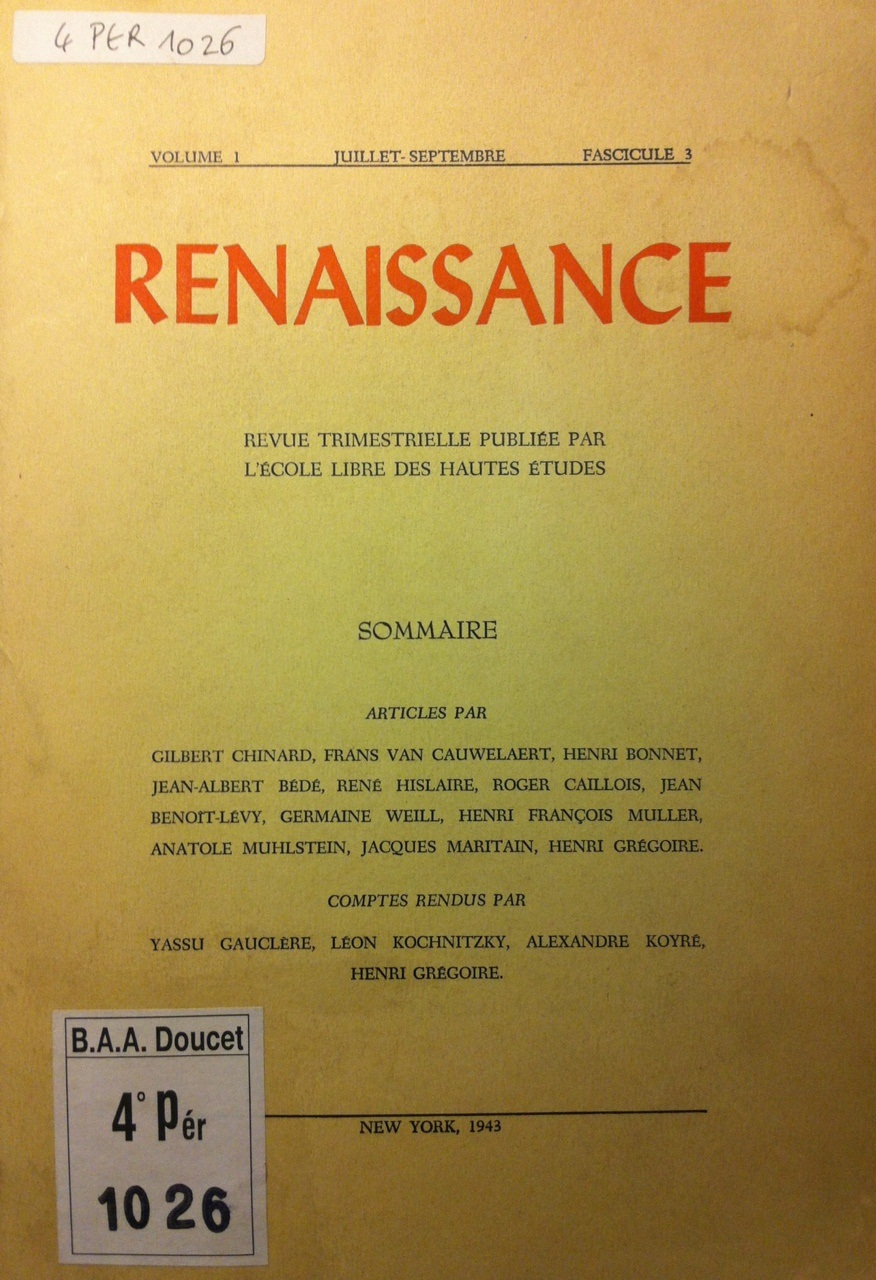
Portada: Revue "Renaissance", publiée par l'Ecole libre des hautes études (1943-1945).jpg

La École libre des hautes études (en español: Escuela libre de estudios avanzados) fue una especie de universidad en el exilio para los académicos franceses en Nueva York durante la Segunda Guerra Mundial. Fundada en 1942 y patrocinada por los gobiernos francés y belga en el exilio, fue ubicada en The New School. Entre sus fundadores se encontraban Jean Wahl, Jacques Maritain y Gustave Cohen y recibió apoyo de la Rockefeller Foundation.
El filósofo Jacques Maritain, el antropólogo Claude Lévi-Strauss, el historiador Elias Bickerman y el lingüista Roman Jakobson impartieron clases en esta escuela. Después de la guerra, gradualmente evolucionó en una de las principales instituciones de investigación en París, la École des Hautes Études en Sciences Sociales, que mantiene estrechos lazos con la New School.